# Surkov leaks
У 2016 році українські кібер-активісти зламали електронну пошту приймальні Владислава Суркова і оприлюднили дані, які, зокрема, містили дані щодо участі Росії у створенні і керуванні маріонетковими республіками на Донбасі. Ця подія отримала назву Surkov leaks.

## Історія
25 жовтня 2016 року український кіберальянс хакерських груп  КіберХунта (CyberHunta), FalconsFlame, RUH8 і TRINITY передали спільноті ІнформНапалм дамп із поштової скрині prm_surkova@gov.ru, адреси приймальні Владислава Суркова, що охоплює період вересня 2013 — листопада 2014 року сукупним розміром майже 1 ГБ. Матеріали періоду 2015—2016 років були передані спецслужбам для проведення розслідування.
26 жовтня група Беллінгкет оприлюднила аналіз дампу. Більшість листів є вхідними. Переважна більшість з них — буденне листування, копії статей зі ЗМІ, короткі огляди ситуації у Південній Осетії, Абхазії, Молдові та Україні, а також листи, пов'язані з веденням бізнесу в РФ. Інтерес представляють листи, пов'язані з фігурантами та подіями війни на Донбасі. У листі за 13 травня 2014 року від Marshall Group, компанії Костянтина Малофєєва, пропонується список кандидатів в «уряд ДНР», зокрема Ігор Гіркін, Денис Пушилін та Олександр Захарченко, які пізніше справді обійняли ці посади. 14 червня Денис Пушилін повідомляє про список втрат за період 26 травня — 6 червня 2014 року, де серед інших згадується і загибель псковського десантника, ймовірно з 76-ї десантно-штурмової дивізії. У листі від 16 червня Пушилін прислав кошторис на утримання інформаційних ресурсів і «міністерств ДНР». 25 серпня 2014 року на пошту надіслано лист від Віталія Лейбіна, редактора видання «Російський репортер», — звернення до української влади від «громадськості Донбасу», яке через деякий час з невеликими змінами було оприлюднене низкою російських ЗМІ, зокрема і Russia Today.

### Surkov leaks 2
У листопаді 2016 Інформнапалм повідомив про другу частину зламу, де було представлено матеріали в основному з електронної скриньки pochta_mg@mail.ru. Дамп містить листи раннього періоду (2013-2014 років) і свіжіші архіви за 2015-2016 роки. У дампі 336 вхідних та 87 надісланих повідомлень. Загальний об’єм дампу — 340 Мб.

## Автентичність
25 жовтня група Беллінгкет визнала дамп пошти достовірним. Визнала достовірним вміст і факт взлому і Атлантична рада, аналітичний центр США.
26 жовтня Роман Бурко уточнив, що «скани Закарпаття» (план «Шатун») і злам пошти Суркова (Surkov leaks), які були оприлюднені за день до того, 24 жовтня, є окремими подіями. «Скани» не були присутніми у дампі поштової скрині, а тому коментувати їх достовірність спільнота ІнформНапалм не має змоги.

## Матеріали
- Аналіз злитого листування Суркова [Архівовано 20 червня 2017 у Wayback Machine.] // bellingcat, 26 жовтня 2016
- Таємниці сірого кардинала [Архівовано 19 листопада 2016 у Wayback Machine.] // Радіо «Свобода», 26 жовтня 2016
- Хакнута пошта Суркова: план Керченського мосту ДО Майдану, розуміння відсутності "фашизму" (ДОКУМЕНТ) // texty.org.ua, 27 жовтня 2016
- Аля Шандра, Роберт Сілі, Surkov leaks: Внутрішня кухня російської гібридної війни проти України [Архівовано 15 листопада 2019 у Wayback Machine.] // euromaidanpress.com (англійською [Архівовано 25 жовтня 2019 у Wayback Machine.] // RUSI), липень 2019